# Roman Rosen
Le baron Roman Romanovitch Rosen (en russe : Роман Романович Розен ; né le 24 février 1847 et mort le 31 décembre 1921) était un diplomate au service de l'Empire russe.

## Biographie
Rosen était issu de la noblesse allemande balte (avec un titre suédois, obtenu lorsque la Livonie et la Poméranie étaient des territoires suédois) qui comprenait des musiciens et des chefs militaires. L'un de ses ancêtres, un autre baron Rosen, s'est distingué en commandant le régiment de cuirassiers d'Astrakhanskii lors de la bataille de Borodino le 7 septembre 1812, ce pour quoi il a été noté dans le rapport officiel du champ de bataille au général Barclay de Tolly. Un article du Washington Post daté du 5 juillet 1905 indique que "le baron Rosen est d'origine suédoise, ses ancêtres ayant suivi le roi de Suède Gustave II Adolphe dans son invasion de la Russie et s'y étaient établis. Chargé d'affaires à Tokyo, puis à Washington, il agissait à titre judiciaire en tant que porte-parole d'un tribunal international considéré comme discourtois envers le Japon. En sa qualité de ministre de la justice, il a réformé le système judiciaire de la Sibérie.

### Début de carrière
Rosen est diplômé de l'université de Tartu et de l'école impériale de jurisprudence. Il rejoint le département Asie du ministère russe des Affaires étrangères et devient chef du bureau du Japon en 1875. Il participe à la rédaction du traité de Saint-Pétersbourg (1875), dans lequel le Japon échange ses revendications sur Sakhaline contre la souveraineté incontestée sur l'ensemble de la chaîne des îles Kouriles. Il a été premier secrétaire de la légation Russe à Yokohama de 1875 à 1883. Rosen fut ensuite nommé au consulat général de Russie à New York en 1884, puis comme chargé d'affaires temporaire à Washington DC de 1886 à 1889. En 1891, il ouvrit la légation russe à Mexico, où il resta jusqu'en 1893. Il retourna ensuite en Europe et fut nommé ambassadeur en Serbie, où il séjourna à Belgrade jusqu'en 1897.

### Carrière en Extrême-Orient
Après avoir été ministre russe à Tokyo en 1897-1898, Rosen signe l'accord Nishi-Rosen entre la Russie et le Japon, dont les articles reconnaissent la suprématie japonaise en Corée en échange d'une reconnaissance implicite des droits exclusifs de la Russie sur le Kwantung. Cependant, après avoir critiqué publiquement l'activité militaire russe croissante sur la côte coréenne et le fleuve Yalu, il est subitement transféré au poste symbolique d'ambassadeur de Russie auprès du Royaume de Bavière en 1899. En 1900, sa carrière diplomatique prend un nouvel essor lorsqu'il échange Munich contre la Grèce, et en avril 1903, sa période la plus importante commence lorsqu'il est réinstallé au poste de ministre à Tokyo. Roman Rosen se trouvait à Tokyo au début de la guerre russo-japonaise, qu'il avait tout fait pour empêcher. Lorsque le président américain Theodore Roosevelt a tenté de servir de médiateur dans les hostilités, Rosen a été choisi comme nouvel ambassadeur russe aux États-Unis en mai 1905 et a été désigné adjoint de Sergei Witte au sein de la délégation de paix russe. Rosen se rendit dans le New Hampshire pour négocier une cessation des hostilités et un traité de paix. Le traité de Portsmouth qui en résulte est un triomphe diplomatique, qui met fin à la guerre dans des conditions très favorables pour la Russie.

### Suite de carrière
Rosen reste aux États-Unis jusqu'à l'automne 1911, date à laquelle il est rappelé à Saint-Pétersbourg pour prendre sa retraite du service diplomatique. Il est ensuite nommé par le tsar Nicolas II au Conseil d'État de l'Empire Russe. Il a occupé ce poste à la Chambre haute du parlement russe sous la Constitution de 1905 jusqu'au renversement de la monarchie par la révolution de février 1917. Après la prise du pouvoir par les bolcheviks lors de la révolution d'octobre de novembre 1917 et la persécution des anciennes élites politiques et sociales qui s'ensuit, Rosen et sa famille parviennent à s'échapper de Russie avec l'aide d'amis diplomates occidentaux à la fin de l'année 1918. Il a passé ses dernières années dans la pauvreté, travaillant comme traducteur et consultant en affaires.
Il a été renversé par un taxi pendant qu'il se promenait dans la rue dans la nuit du 14 décembre 1921 à Manhattan. Cet accident a entraîné une fracture du tibia et, bien qu'il se soit d'abord montré  indifférent à cet accident, Rosen est décédé des suites d'une pneumonie aiguë résultant le 31 décembre 1921, soit un peu plus de deux semaines après cet accident.